# IB3 Televisió
IB3 és un canal de televisió gestionat per l'empresa pública Televisió de les Illes Balears que pertany a l'Ens Públic de Radiotelevisió de les Illes Balears.

## Història
Va començar a emetre, en fase de proves, a la Diada de les Illes Balears, el 1r de març de 2005. Així i tot, els informatius es varen posar en marxa el maig. Va iniciar les emissions regulars el 5 de setembre de 2005. Fou la sisena cadena autonòmica que es va posar en marxa.
Els estudis centrals es troben al Polígon de Son Bugadelles, a Calvià, municipi de l'illa de Mallorca, proper a la capital Palma. També disposa de delegacions a les illes de Menorca, Eivissa i Formentera. Així com una petita seu a Madrid
Des d'octubre de 2007 tota la programació és en català, malgrat que en un començament les seves emissions eren bilingües (en llengua catalana en informatius, programació infantil, programes i telenovel·les de producció pròpia, i llengua castellana en pel·lícules, sèries, documentals i algun programa de producció pròpia). Però a poc a poc adquirí pel·lícules doblades al català i es començà a fer un doblatge al català propi de les Illes.
El 3 de desembre de 2008 estrenà la seva nova imatge corporativa, una imatge radicalment diferent a l'anterior, canviant els colors groc i blaus pel magenta, blanc i gris, i un logotip també completament distint.
Tot i així, a partir de 2012, amb José Manuel Ruiz Rivero de nou gerent, IB3 abandona la tasca de normalitzar l'ús del català i torna a emetre pel·lícules en castellà.
Al 2016, amb el canvi de director general a Andreu Manresa Monserrat, IB3 tornà a emetre íntegrament en català (informatius, programació infantil, programes i sèries de producció pròpia, pel·lícules, etc).

### IB3 a Catalunya
El 5 de setembre del 2005 IB3 començà a emetre a Catalunya en emissió analògica a través del canal 55 de l'UHF des de l'emissor de Collserola, i del canal 31 des de l'emissor de La Mussara. L'emissió era la mateixa que la que es podia veure a les Illes Balears.
L'1 de desembre del 2007 IB3 Sat substituí IB3 en emissió analògica a Catalunya. El 2 de març del 2009 IB Sat començà a emetre a Catalunya en digital (TDT). No s'emetien pel·lícules, sèries i retransmissions esportives que també tingués TVC. Les emissions a Catalunya van ser tallades l'octubre de 2012, tot i que TV3CAT va continuar les seves emissions a les Illes Balears. Va ser des del 15 d'abril de 2016, que IB3 tornà a emetre a Catalunya en digital (TDT). Les emissions són les d' IB3 Global, senyal específica i diferenciada, en la qual no s'emeten pel·lícules, sèries, publicitat i retransmissions esportives amb drets exclusius d'emissió, per a les Illes o que tingui també adquirits TVC. En el seu lloc, es mostraran paisatges illencs amb una música de fons amb un text que diu: "Tornam tot d'una. IB3 TV emet ara un bloc publicitari o contingut amb restricció de drets d'emissió territorial". A la web d' IB3, se'n pot consultar la programació i veure quins programes tenen emissió en directe, aquests programes seran els que també es podran veure a Catalunya. Pel que fa a l'emissió d'IB3 Ràdio, aquesta encara no es pot escoltar en (TDT) a Catalunya.

## Programació
IB3 emet una programació generalista. Quant a notícies i contingut informatiu, IB3 consta d'un informatiu propi anomenat IB3 Notícies, que té una edició de migdia (IB3 Notícies migdia) i una edició de vespres (IB3 Notícies vespre). I a part dels informatius, dins l'àmbit de notícies té altres programes com Illes i Pobles, que és un programa dedicat a la informació de proximitat i als continguts municipalistes, o Els Dematins,que és el magazín d'actualitat que s'emet als matins - és comparable amb el programa català Els Matins de TV3, en què es tracten temes d'actualitat-.
També consta de sèries de producció pròpia com Amor de Cans, drama familiar que consta amb actrius com Agnès Llobet o Mai Neva a Ciutat, una comèdia de ficció. Quant a entreteniment també té concursos com és el cas de Agafa'm si pots, un concurs diari de preguntes i respostes presentat per Llum Barrera.
La programació d'IB3 també té un espai dedicat a la cultura: hi ha programes dedicats a la natura de les illes, com Balears salvatge, i programes dedicats a la gastronomia com Això és mel, entre d'altres.

## Audiències
Evolució de la quota de pantalla mensual. Les dades comencen el novembre del 2006.
| Any  | Gener | Febrer | Març | Abril | Maig | Juny | Juliol | Agost | Setembre | Octubre | Novembre | Desembre | Mitjana anual |
| ---- | ----- | ------ | ---- | ----- | ---- | ---- | ------ | ----- | -------- | ------- | -------- | -------- | ------------- |
| 2006 |       |        |      |       |      |      |        |       |          |         | 6,8%     | 6,5%     | 6,7%          |
| 2007 | 7,0%  | 7,1%   | 7,3% | 7,2%  | 7,1% | 6,9% | 7,4%   | 8,5%  | 7,1%     | 4,6%    | 4,2%     | 4,8%     | 6,6%          |
| 2008 | 5,7%  | 4,6%   | 4,7% | 4,5%  | 4,2% | 4,6% | 4,3%   | 4,5%  | 4,6%     | 4,7%    | 4,5%     | 5,1%     | 4,7%          |
| 2009 | 5,9%  | 4,5%   | 4,4% | 5,1%  | 4,9% | 4,3% | 5,0%   | 5,1%  | 5,0%     | 5,2%    | 5,8%     | 5,7%     | 5,1%          |
| 2010 | 5,3%  | 6,0%   | 6,5% | 6,1%  | 6,1% | 5,4% | 4,2%   | 4,6%  | 5,2%     | 5,7%    | 5,5%     | 5,4%     | 5,5%          |
| 2011 | 5,6%  | 5,7%   | 5,2% | 6,0%  | 4,9% | 5,0% | 4,1%   | 4,4%  | 4,7%     | 5,0%    | 5,0%     | 5,7%     | 5,2%          |
| 2012 | 6,9%  | 6,4%   | 6,3% | 6,5%  | 5,8% | 5,5% | 5,7%   | 6,7%  | 6,2%     | 6,6%    | 6,3%     | 6,1%     | 6,3%          |
| 2013 | 7,1%  | 6,2%   | 6,1% | 5,9%  | 6,0% | 5,7% | 5,7%   | 5,8%  | 6,0%     | 5,8%    | 5,5%     | 5,3%     | 5,9%          |
| 2014 | 6,1%  | 5,8%   | 5,6% | 5,2%  | 5,4% | 5,8% | 6,0%   | 6,0%  | 6,4%     | 6,0%    | 5,1%     | 5,9%     | 5,8%          |
| 2015 | 6,2%  | 6,1%   | 5,1% | 5,3%  | 5,2% | 6,1% | 5,6%   | 5,8%  | 5,8%     | 5,1%    | 4,6%     | 4,2%     | 5,4%          |
| 2016 | 4,4%  | 4,3%   | 4,2% | 3,5%  | 3,7% | 3,2% | 2,9%   | 2,8%  | 2,7%     | 2,7%    | 2,7%     | 2,8%     | 3,4%          |
| 2017 | 3,5%  | 2,7%   | 2,7% | 2,7%  | 2,5% | 3,1% | 2,9%   | 2,6%  | 2,9%     | 2,3%    | 2,2%     | 2,6%     | 2,7%          |
| 2018 | 2,5%  | 2,2%   | 2,0% | 2,1%  | 2,4% | 2,3% | 2,6%   | 2,4%  | 2,5%     | 3,5%    | 3,0%     | 2,9%     | 2,5%          |
| 2019 | 3,1%  | 2,7%   | 3,2% | 3,2%  | 3,3% | 3,4% | 3,4%   | 3,5%  | 3.7%     | 3,8%    | 4,2%     | 4,0%     | 3,4%          |
| 2020 | 4,7%  | 4,0%   | 5,1% | 5,4%  | 5,0% | 4,4% | 4,4%   | 4,5%  | 5,0%     | 4,3%    | 4,2%     | 4,2%     | 4,7%          |
| 2021 | 4,6%  | 4,4%   | 4,4% | 4,4%  | 4,7% | 4,9% | 4,6%   | 4,6%  | 4,6%     | 4,2%    | 5,2%     | 5,4%     | 4,6%          |
| 2022 | 5,0%  | 4,6%   | 5,1% | 4,8%  | 5,0% | 6,1% | 5,3%   | 5,7%  | 5,0%     | 5,0%    | 5,2%     | 5,6%     | 5,1%          |
| 2023 | 5,3%  | 5,3%   | 5,2% | 4,6%  | 5,4% | 5,1% | 5,0%   | 5,3%  | 5,1%     | 4,3%    | 4,3%     | 4,8%     | 5,0%          |
| 2024 | 5,6%  | 5,8%   | 5,4% | 5,2%  | 4,5% | 5,3% | 5,0%   | 5,5%  | 5,1%     | 5,1%    | 5,1%     | 4,7%     | 5,2%          |
| 2025 | 5,6%  | 5,3%   | 5,4% | 5,4%  | 5,1% | 5,4% | 4,0%   |       |          |         |          |          |               |